# Брянский район
Брянский район — административно-территориальная единица (район) и муниципальное образование (муниципальный район) в Брянской области России.
Административный центр — село Глинищево.

## География
Расположен на северо-востоке области. Площадь района — 1860 км². Основные реки — Десна, Болва, Снежеть. Рекой Десна район разделён на возвышенную правобережную часть, где проживает большинство населения района, и низменную левобережную, бо́льшая часть которой покрыта лесами, местами заболоченными.
Дерново-подзолистые, песчаные и серые лесные почвы. Залежи торфа (до 1990-х гг. велись промышленные разработки в Свени и Пальцо), крупные месторождения фосфоритов. Железная руда (отроги Курской магнитной аномалии, бурые железняки, болотные руды).

## История
В связи с введением в СССР новой системы административно-территориального деления, в 1929 году территория Брянской губернии была разделена на районы, которые с 1 октября 1929 года были включены в состав новообразованной Западной области. Одним из таких районов стал Бежицкий район — прообраз нынешнего Брянского района. Такое название связано с тем, что Брянск стал центром Брянского округа в составе Западной области и, по сути, продолжал выполнять роль важного регионального центра. Город Бежица, являвшийся в Брянской губернии центром уезда, в этих условиях хорошо подходил на роль райцентра.
Однако в 1930 году округа́ Западной области были ликвидированы, а районный центр был перенесён из Бежицы в Брянск, в связи с чем район был переименован в Брянский.
В 1937 году Брянский район, в числе других районов, был включён в состав вновь образованной Орловской области.
5 июля 1944 года Указом Президиума Верховного Совета СССР была образована Брянская область, в состав которой, наряду с другими, был включен и Брянский район. В связи с возвращением Брянску функций регионального центра, районным центром было определено вначале село Супонево, а с 1946 года — вновь город Бежица. При этом название района сохранялось неизменным (Брянский район). С объединением Бежицы и Брянска в единый город (1956), функции райцентра вернулись к городу Брянску.
Границы Брянского района неоднократно корректировались в связи с образованием или упразднением других районов: Выгоничского, Жирятинского, а также с изменением городской черты г. Брянска. Так, 22 ноября 1957 года к Брянскому району была присоединена часть территории упразднённого Жирятинского района.

## Население
| 2002    | 2009    | 2010    | 2011    | 2012    | 2013    | 2014    | 2015    | 2016    |
| ------- | ------- | ------- | ------- | ------- | ------- | ------- | ------- | ------- |
| 52 959  | ↗55 242 | ↗56 496 | ↗56 587 | ↗56 765 | ↗56 950 | ↗57 286 | ↗57 544 | ↗58 435 |
| 2017    | 2018    | 2019    | 2020    | 2021    |         |         |         |         |
| ↗59 160 | ↗60 223 | ↗61 102 | ↗62 883 | ↗71 266 |         |         |         |         |

Население района составляет 71 тыс. человек (г. Брянск в состав района не входит); всё население считается сельским. Эта цифра имеет тенденцию к росту, так как население Брянского района увеличивается за счёт активной застройки ближайших к городу Брянску сельских населённых пунктов (особенно пос. Путёвка). Плотность сельского населения превышает 30 чел./км² (самая высокая среди районов Брянской обл.).

### Национальный состав
По итогам переписи населения 2020 года проживали следующие национальности (национальности менее 0,1 % и другое, см. в сноске к строке «Другие»):
| Национальность | Численность, чел. | Доля     |
| -------------- | ----------------- | -------- |
| Русские        | 66 102            | 92,75 %  |
| Цыгане         | 458               | 0,64 %   |
| Армяне         | 300               | 0,42 %   |
| Украинцы       | 295               | 0,41 %   |
| Азербайджанцы  | 130               | 0,18 %   |
| Белорусы       | 79                | 0,11 %   |
| Другие         | 3902              | 5,49 %   |
| Итого          | 71 266            | 100,00 % |

## Административно-муниципальное устройство
Брянский район в рамках административно-территориального устройства области, включает 15 административно-территориальных единиц — 15 сельских административных округов.
Брянский муниципальный район в рамках муниципального устройства, включает 15 муниципальных образований нижнего уровня со статусом сельских поселений:
Города Брянск и Сельцо образуют отдельные городские округа и в состав района не входят.
| №  | Муниципальное образование            | Административный центр    | Количество населённых пунктов | Население (чел.) | Площадь (км²) |
| -- | ------------------------------------ | ------------------------- | ----------------------------- | ---------------- | ------------- |
| 1  | Глинищевское сельское поселение      | село Глинищево            | 9                             | ↗6158            | 103,61        |
| 2  | Добрунское сельское поселение        | деревня Добрунь           | 10                            | ↗6714            | 95,22         |
| 3  | Домашовское сельское поселение       | село Домашово             | 4                             | ↗676             | 65,73         |
| 4  | Журиничское сельское поселение       | село Журиничи             | 13                            | ↗1588            | 303,70        |
| 5  | Мичуринское сельское поселение       | посёлок Мичуринский       | 4                             | ↗5666            | 12,79         |
| 6  | Нетьинское сельское поселение        | посёлок Нетьинка          | 9                             | ↗4615            | 14,99         |
| 7  | Новодарковичское сельское поселение  | посёлок Новые Дарковичи   | 6                             | ↗4781            | 8,45          |
| 8  | Новосельское сельское поселение      | село Новосёлки            | 9                             | ↗1792            | 100,00        |
| 9  | Отрадненское сельское поселение      | село Отрадное             | 3                             | ↗3146            | 35,96         |
| 10 | Пальцовское сельское поселение       | посёлок Пальцо            | 1                             | ↘629             | 3,12          |
| 11 | Свенское сельское поселение          | посёлок Свень             | 7                             | ↘3544            | 26,95         |
| 12 | Снежское сельское поселение          | посёлок Путёвка           | 4                             | ↗13 304          | 9,35          |
| 13 | Стекляннорадицкое сельское поселение | деревня Стеклянная Радица | 8                             | ↗5363            | 301,90        |
| 14 | Супоневское сельское поселение       | село Супонево             | 3                             | ↗11 879          | 29,23         |
| 15 | Чернетовское сельское поселение      | деревня Бетово            | 8                             | ↘1400            | 12,39         |

## Населённые пункты

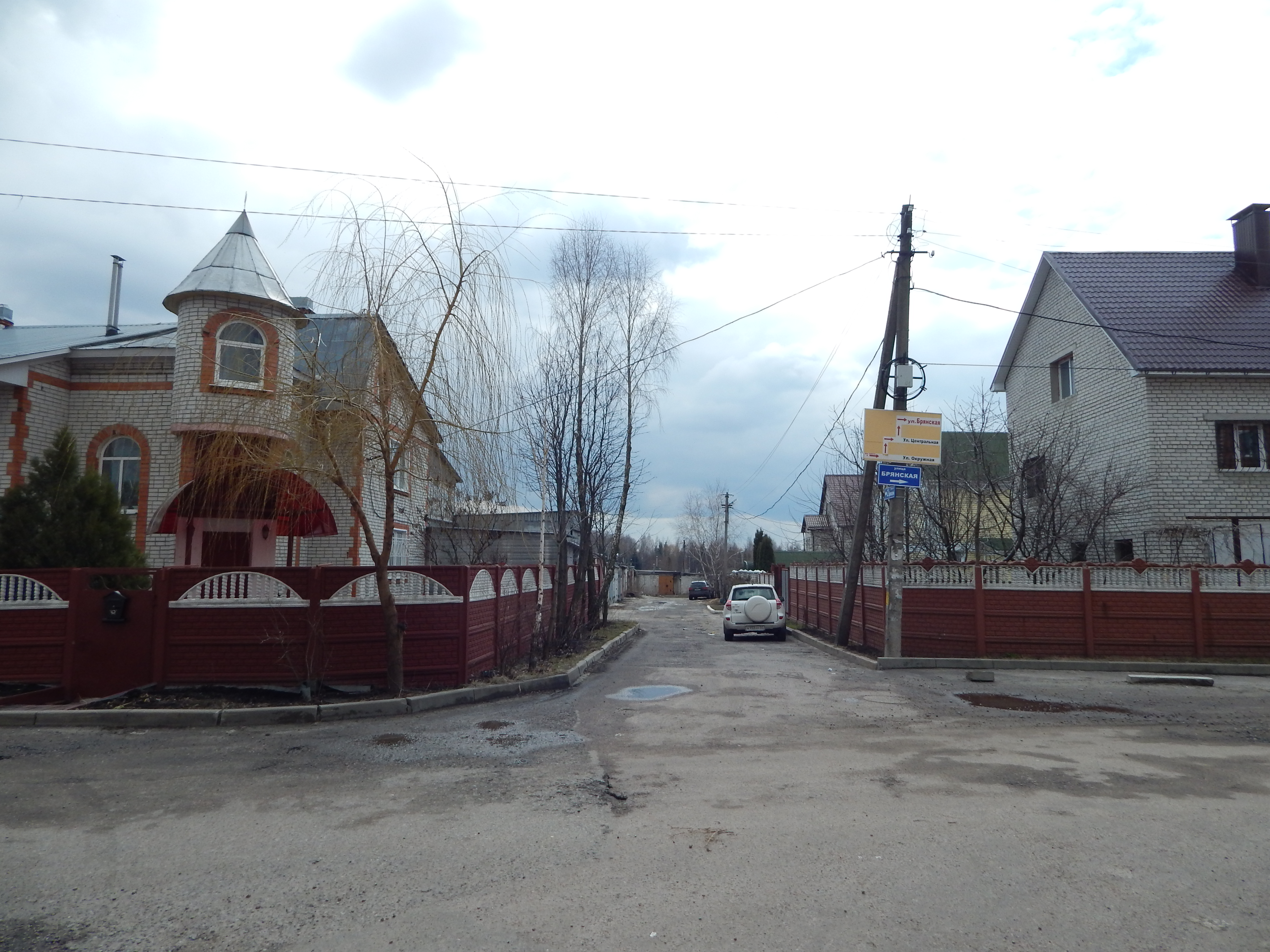
Посёлок Путёвка

В Брянском районе 98 населённых пунктов.
| №  | Населённый пункт         | Тип              | Население | Муниципальное образование            |
| -- | ------------------------ | ---------------- | --------- | ------------------------------------ |
| 1  | 34 км                    | населённый пункт | →0        | Журиничское сельское поселение       |
| 2  | Антоновка                | деревня          | ↗1424     | Супоневское сельское поселение       |
| 3  | Бакшеево                 | село             | ↗36       | Добрунское сельское поселение        |
| 4  | Балдыж                   | деревня          | ↗28       | Глинищевское сельское поселение      |
| 5  | Барышье                  | село             | ↘14       | Новосельское сельское поселение      |
| 6  | Батагово                 | посёлок          | →380      | Стекляннорадицкое сельское поселение |
| 7  | Бежань                   | посёлок          | ↗13       | Журиничское сельское поселение       |
| 8  | Бело-Бережский санаторий | посёлок          | ↗309      | Журиничское сельское поселение       |
| 9  | Бетово                   | деревня          | ↘556      | Чернетовское сельское поселение      |
| 10 | Бобылёво                 | деревня          | ↘47       | Новосельское сельское поселение      |
| 11 | Большая Дубрава          | посёлок          | ↘27       | Глинищевское сельское поселение      |
| 12 | Большевик                | посёлок          | ↗9        | Чернетовское сельское поселение      |
| 13 | Буда                     | деревня          | ↘107      | Новодарковичское сельское поселение  |
| 14 | Верный Путь              | посёлок          | ↗57       | Снежское сельское поселение          |
| 15 | Весёлый                  | посёлок          | ↘0        | Новодарковичское сельское поселение  |
| 16 | Глаженка                 | деревня          | ↗599      | Нетьинское сельское поселение        |
| 17 | Глинищево                | село             | ↗4348     | Глинищевское сельское поселение      |
| 18 | Городец                  | деревня          | ↗253      | Чернетовское сельское поселение      |
| 19 | Гороховка                | деревня          | →0        | Новосельское сельское поселение      |
| 20 | Госома                   | село             | ↘315      | Чернетовское сельское поселение      |
| 21 | Дарковичи                | село             | ↘1042     | Новодарковичское сельское поселение  |
| 22 | Демьяничи                | деревня          | →0        | Новосельское сельское поселение      |
| 23 | Добрунь                  | деревня          | ↗4957     | Добрунское сельское поселение        |
| 24 | Домашово                 | село             | ↘596      | Домашовское сельское поселение       |
| 25 | Дорожово                 | село             | ↗13       | Домашовское сельское поселение       |
| 26 | Дубровка                 | деревня          | ↘825      | Новодарковичское сельское поселение  |
| 27 | Елисеевичи               | село             | ↗35       | Мичуринское сельское поселение       |
| 28 | Журиничи                 | село             | ↘314      | Журиничское сельское поселение       |
| 29 | Зайцев Двор              | посёлок          | ↘5        | Журиничское сельское поселение       |
| 30 | Ивановка                 | посёлок          | ↗1122     | Нетьинское сельское поселение        |
| 31 | Кабаличи                 | село             | ↗626      | Глинищевское сельское поселение      |
| 32 | Ковшовское Лесничество   | посёлок          | ↘421      | Свенское сельское поселение          |
| 33 | Козёлкино                | посёлок          | ↗163      | Стекляннорадицкое сельское поселение |
| 34 | Козёлкино                | ж.д. станция     | 27        | Стекляннорадицкое сельское поселение |
| 35 | Колтово                  | деревня          | ↘337      | Мичуринское сельское поселение       |
| 36 | Корчминка                | посёлок          | →59       | Нетьинское сельское поселение        |
| 37 | Крючки                   | посёлок          | ↘6        | Нетьинское сельское поселение        |
| 38 | Кузьмино                 | посёлок          | ↗1149     | Снежское сельское поселение          |
| 39 | Курнявцево               | деревня          | ↗368      | Супоневское сельское поселение       |
| 40 | Лесное                   | село             | ↘47       | Стекляннорадицкое сельское поселение |
| 41 | Лесозавод                | посёлок          | ↘66       | Свенское сельское поселение          |
| 42 | Малое Полпино            | село             | ↘893      | Журиничское сельское поселение       |
| 43 | Меркульево               | деревня          | ↘706      | Мичуринское сельское поселение       |
| 44 | Мирный                   | посёлок          | ↘188      | Журиничское сельское поселение       |
| 45 | Михайловка               | посёлок          | →0        | Журиничское сельское поселение       |
| 46 | Мичуринский              | посёлок          | ↗4525     | Мичуринское сельское поселение       |
| 47 | Молотино                 | деревня          | ↘577      | Новосельское сельское поселение      |
| 48 | Нетьинка                 | посёлок          | ↗1705     | Нетьинское сельское поселение        |
| 49 | Николаевка               | деревня          | ↘10       | Журиничское сельское поселение       |
| 50 | Новониколаевка           | деревня          | ↗94       | Домашовское сельское поселение       |
| 51 | Новопокровский           | посёлок          | →94       | Добрунское сельское поселение        |
| 52 | Новосёлки                | село             | ↘1202     | Новосельское сельское поселение      |
| 53 | Новые Дарковичи          | посёлок          | ↗1900     | Новодарковичское сельское поселение  |
| 54 | Новый Свет               | посёлок          | ↗26       | Нетьинское сельское поселение        |
| 55 | Октябрьский              | посёлок          | ↘15       | Журиничское сельское поселение       |
| 56 | Октябрьское              | село             | ↗225      | Добрунское сельское поселение        |
| 57 | Опахань                  | село             | ↗73       | Глинищевское сельское поселение      |
| 58 | Орловские Дворики        | посёлок          | ↘54       | Стекляннорадицкое сельское поселение |
| 59 | Отрадное                 | село             | ↗1927     | Отрадненское сельское поселение      |
| 60 | Пальцо                   | посёлок          | ↘629      | Пальцовское сельское поселение       |
| 61 | Путёвка                  | посёлок          | ↗8985     | Снежское сельское поселение          |
| 62 | Путь Ленина              | посёлок          | ↗11       | Добрунское сельское поселение        |
| 63 | Пятилетка                | посёлок          | ↘720      | Свенское сельское поселение          |
| 64 | Розново                  | посёлок          | →2        | Журиничское сельское поселение       |
| 65 | Свень                    | посёлок          | ↗1349     | Свенское сельское поселение          |
| 66 | Свень-Транспортная       | посёлок          | ↘801      | Свенское сельское поселение          |
| 67 | Севрюково                | деревня          | ↗16       | Глинищевское сельское поселение      |
| 68 | Сельцо                   | деревня          | ↘73       | Глинищевское сельское поселение      |
| 69 | Семиполозы               | посёлок          | →0        | Новосельское сельское поселение      |
| 70 | Сети                     | посёлок          | ↗150      | Нетьинское сельское поселение        |
| 71 | Смольянь                 | деревня          | ↘52       | Чернетовское сельское поселение      |
| 72 | Стаево                   | деревня          | ↗283      | Отрадненское сельское поселение      |
| 73 | Староселье               | деревня          | ↗397      | Отрадненское сельское поселение      |
| 74 | Старые Умысличи          | деревня          | →0        | Домашовское сельское поселение       |
| 75 | Стеклянная Радица        | деревня          | ↘1311     | Стекляннорадицкое сельское поселение |
| 76 | Стяжное                  | посёлок          | ↘355      | Свенское сельское поселение          |
| 77 | Супонево                 | село             | ↗9450     | Супоневское сельское поселение       |
| 78 | Теменичи                 | село             | ↘554      | Добрунское сельское поселение        |
| 79 | Тешенечи                 | деревня          | ↗135      | Добрунское сельское поселение        |
| 80 | Тиганово                 | деревня          | ↗426      | Добрунское сельское поселение        |
| 81 | Титовка                  | деревня          | ↘720      | Глинищевское сельское поселение      |
| 82 | Толбино                  | посёлок          | ↘28       | Нетьинское сельское поселение        |
| 83 | Толвинка                 | деревня          | ↘170      | Нетьинское сельское поселение        |
| 84 | Толмачево                | село             | ↗1291     | Снежское сельское поселение          |
| 85 | Трубчино                 | деревня          | ↗91       | Добрунское сельское поселение        |
| 86 | Урицкий                  | ж.д. разъезд     | ↘47       | Стекляннорадицкое сельское поселение |
| 87 | Успенский                | посёлок          | ↗21       | Добрунское сельское поселение        |
| 88 | Фокинское Лесничество    | посёлок          | ↘36       | Новодарковичское сельское поселение  |
| 89 | Хоробровичи              | деревня          | ↘6        | Новосельское сельское поселение      |
| 90 | Хотомиричи               | посёлок          | →0        | Журиничское сельское поселение       |
| 91 | Хотылёво                 | село             | →303      | Глинищевское сельское поселение      |
| 92 | Чемодурово               | деревня          | →0        | Чернетовское сельское поселение      |
| 93 | Чернетово                | село             | ↘232      | Чернетовское сельское поселение      |
| 94 | Чернец                   | посёлок          | ↘0        | Чернетовское сельское поселение      |
| 95 | Чернец                   | ж.д. станция     | ↗3440     | Стекляннорадицкое сельское поселение |
| 96 | Чистяково                | посёлок          | →0        | Журиничское сельское поселение       |
| 97 | Шапкино                  | деревня          | →6        | Новосельское сельское поселение      |
| 98 | Южная Развязка           | посёлок          | ↘30       | Свенское сельское поселение          |

Упразднённые населённые пункты:
- 2002 год — поселок Красный Журиничского сельсовета[25]

## Экономика
Флагман экономики Брянского района — птицефабрика «Снежка» (ОАО), расположенная в посёлке Путёвка.
Многочисленные промышленные предприятия действуют в бывших посёлках городского типа: Супонево, Свени, Пальцо. Развито и лесное хозяйство.

## Транспорт
Через Брянский район проходят несколько федеральных автомобильных трасс: М3 Москва—Киев, М13 Брянск—Новозыбков—граница Республики Беларусь—(Кобрин), А141 Орёл—Смоленск—Рудня.
По территории Брянского района пролегают железнодорожные линии, расходящиеся от Брянского ж/д узла в семи направлениях: на Москву, Дудорово (ветка полностью разобрана в 2010), Орёл, Навлю, Гомель, Смоленск и Вязьму.
На территории Брянского района расположен международный аэропорт Брянск.

## Достопримечательности
Главной достопримечательностью Брянского района является Свенский монастырь, символически изображенный на районном гербе. В сёлах Брянского района сохранилось немало старинных храмов (XVIII—XIX вв.). Уникальным археологическим комплексом является палеолитическая стоянка Хотылёво 2.